# 澳門2019年度頒授勳章、獎章和獎狀名單
澳門2019年度頒授勳章、獎章和獎狀名單於2019年9月30日由澳門特別行政區行政長官崔世安簽署，並於《澳門特別行政區政府公報》公布，共有44位個人或實體分別獲授勳，表揚他們在個人成就、社會貢獻或服務澳門特別行政區方面有傑出的表現。勳章、奬章和奬狀頒授儀式於2019年11月22日在澳門文化中心綜合劇院舉行。

## 榮譽勳章
金蓮花榮譽勳章
- 廖澤雲
- 馬有禮

銀蓮花榮譽勳章
- 歐安利
- 鄭志強
- 何雪卿
- 黃如楷
- 陳澤武
- 南光（集團）有限公司

## 功績勳章
專業功績勳章
- 鄭成業
- 潘樂祺
- 施佩玲
- 廣星傳訊有限公司

工商功績勳章
- 岑展平
- 呂強光
- 陳維熾
- 澳門國際銀行股份有限公司
- 中國工商銀行（澳門）股份有限公司

旅遊功績勳章
- 何超瓊

教育功績勳章
- 馬文度（Manuel Augusto Martins Peres Machado）
- 林淑華
- 澳門坊眾學校

文化功績勳章
- Carlos Manuel Bernardo Ascenso André

仁愛功績勳章
- 黃艷梅
- 澳門街坊會聯合總會
- 澳門菱峯慈善會
- 澳門愛護動物協會

體育功績勳章
- 梁忠靈

## 傑出服務獎章
英勇獎章
- 中國國際應急醫療隊（澳門）

勞績獎章
- 陳健廣
- 薛專耀（António Manuel Pereira）
- 夏利樂（Rui Pedro de Carvalho Peres do Amaral）

社會服務獎章
- 澳門志願者總會
- 澳門聾人協會

## 獎狀
功績獎狀
- 培正中學“國際科學與工程大獎賽2019 (Intel ISEF)”參賽隊伍（機械工程範疇三等獎）
- 培正中學“國際科學與工程大獎賽2019 (Intel ISEF)”參賽隊伍（中國科學技術協會專項獎）
- 澳門大學附屬應用學校“國際科學與工程大獎賽2019 (Intel ISEF)”參賽隊伍（材料科學範疇四等獎）
- 簡易判斷學生近視的主覺驗光儀參賽隊伍
- 馮學健
- 何啟邦
- 黃心妍
- 鄭樂妍
- 劉昭朗
- 張子健
- 張子聰